# Orsans (Aude)
Orsans (okzitanisch gleichlautend) ist eine Gemeinde mit 97 Einwohnern (Stand: 1. Januar 2022) im Westen des Départements Aude in der südfranzösischen Region Okzitanien (vor 2016: Languedoc-Roussillon). Die Gemeinde gehört zum Arrondissement Carcassonne und zum Kanton La Piège au Razès. Die Einwohner werden Orsanais genannt.

## Lage
Orsans liegt etwa 35 Kilometer westsüdwestlich von Carcassonne am Vixiège. Umgeben wird Orsans von den Nachbargemeinden Cazalrenoux im Nordwesten und Norden, La Cassaigne im Norden, Fanjeaux im Nordosten, Fenouillet-du-Razès im Osten, Hounoux im Südosten und Süden, Saint-Gaudéric im Süden und Südwesten sowie Saint-Julien-de-Briola im Westen.

## Bevölkerungsentwicklung

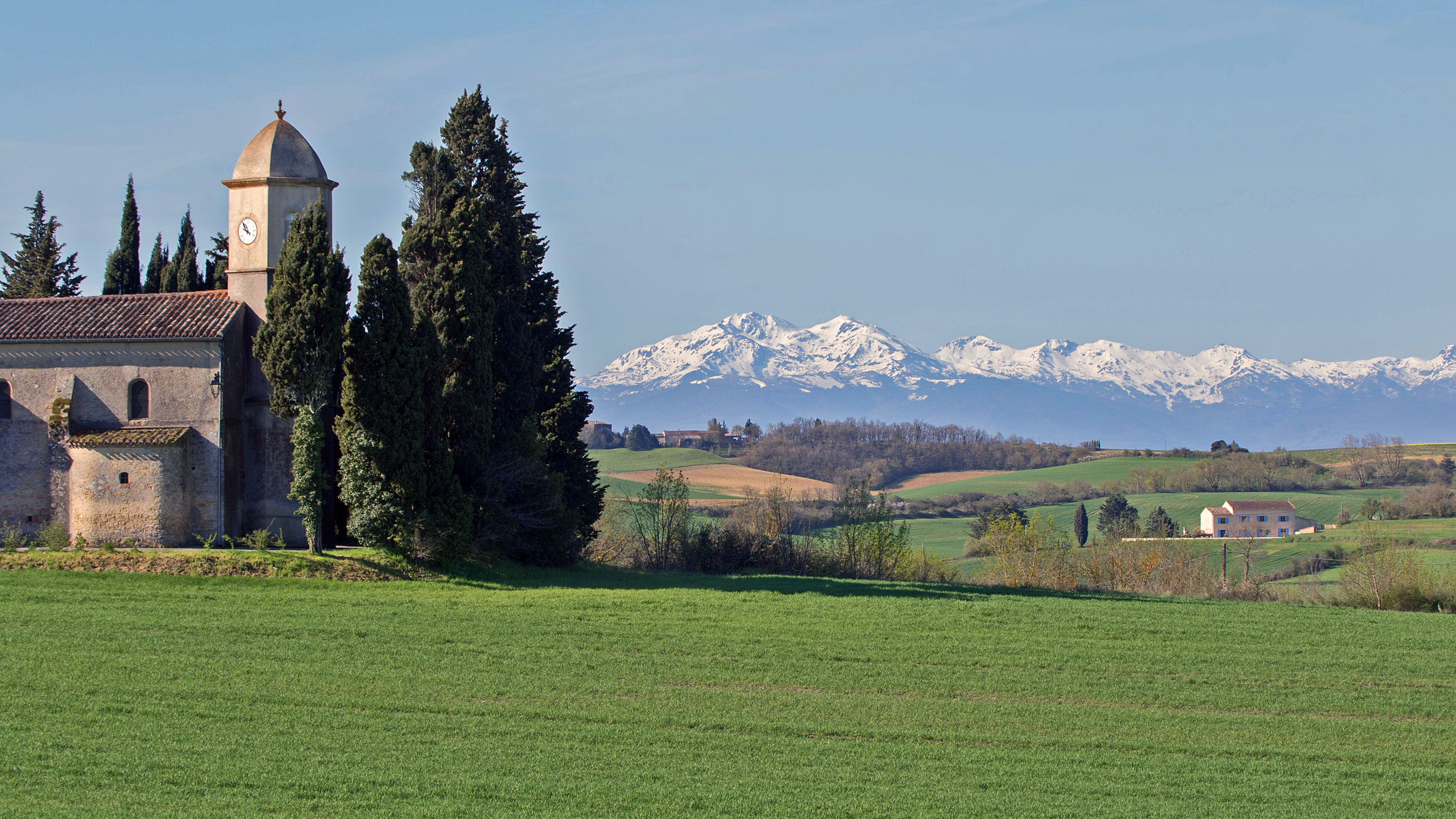
Kirche Johannes’ Enthauptung

| Jahr                       | 1962 | 1968 | 1975 | 1982 | 1990 | 1999 | 2006 | 2019 |
| Einwohner                  | 134  | 141  | 93   | 93   | 76   | 101  | 91   | 113  |
| Quellen: Cassini und INSEE |      |      |      |      |      |      |      |      |